# Huni
Huni su bili nomadski narod koji je živio u Istočnoj Europi, Kavkazu i Središnjoj Aziji između 4. stoljeća i 6. stoljeća. 350. su godine uništili državu barbara Alana, a 375. pod vodstvom Balamira prodiru u Europu kroz Vrata naroda i potiču seobe barbarskih plemena prema granicama Rimskoga Carstva - to je početak Velike seobe naroda. Napadaju teritorije Ostrogota i Vizigota i poražavaju ih. 434. g. vlast nad Hunima preuzima Atila, Bič božji, i ujedinjuje njihova plemena, stvarajući tako moćno carstvo koje se prostiralo od Karpata do Podunavlja. 451. godine Huni se bore protiv rimskog vojskovođe Flavija Aecija u bitci na Katalaunskim poljima (Galija). Aecije pobjeđuje, ali dopušta Atili da se povuče jer ga vidi kao moguću pomoć protiv Germana. 452. Huni međutim napadaju sjevernu Italiju i zauzimaju Akvileju, no razvoj njihove države zaustavljen je 453. Atilinom smrću. Tada se povlače iz Europe i dalje miješaju s Turcima, Germanima i Avarima.

## Podrijetlo
Još i danas se brojni znanstvenici prepiru oko hunskog podrijetla. U 18. st. Joseph de Guignes je identificirao Hune s nomadskim ratnicima koji su se zvali Xiongnu, a poznavali su ih u drevnoj Kini.
Današnje teorije sadrže brojne elemente, a jedan od elemenata je i ime Hun koje je u početku opisivalo vladajuću skupinu nomadskih ratnika iz središnje Azije, najvjerojatnije današnje Mongolije, koji su vjerojatno bili u srodstvu, ili sjedinjeni s nomadskim narodom Xiongnu koje su porazili Kinezi, te su oni najvjerojatnije bili prisiljeni krenuti zapadnije, naposljetku osvajajući Europu 200 godina kasnije.
Ali nema dovoljno dokaza o tome što se događalo s tim nomadskim narodima od vremena kada su napustili Kinu do vremena kada su se pojavili u Europi. Jedan od dokaza koji povezuje Hune s nomadima Xiongnu, jest činjenica da srednjoazijski izvori prevode Hune kao Xiongnu, a Xiongnu kao Hune. 
U drugom stoljeću poslije Krista, Dionizije Perieget govori o ljudima koji su živjeli uz Kaspijsko jezero, a europski geograf Ptolomej Klaudije govori da su narodi koje on naziva Khuni živjeli uz rijeku Dnjepar pod vlašću Suna.

## Povijest
Nakon što su uništili državu Alana, pod vodstvom Balamira prodrli su u Europu kroz vrata naroda i potakli seobu naroda. Uskoro su uništili Ostrogotsko kraljevstvo i unijeli veliku paniku u Europu. Oko 430.g. Rua je postao kralj hunske konfederacije. Sklopio je savez s Rimskim vojskovođom Flavije Aecijem te mu pomogao u bitci za dominaciju na Zapadu. Rua je bio vrlo ambiciozan, te se spremao na veliki osvajački pohod protiv Istočnog Rimskog Carstva. Planovi su mu propali jer je uskoro umro, ostavivši svoje nećake Atilu i Bledu za nasljednike. Rimljani nisu ni slutili da će prava opasnost tek uslijediti. 
Bleda i Atila su podijelili carstvo na dva odvojena dijela, ali su ga uvijek držali kao jedno. Uskoro je Atila uspio prisiliti vojno oslabljeno Istočno Rimsko Carstvo da potpiše sporazum s Hunima, priznajući hunsku nadmoć. Taj je sporazum donekle pokušao iskoristiti Istočnorimski car Teodozije II. sagradivši velike zidine oko carske prijestolnice u Carigradu.
Mir nije dugo potrajao, jer je rimski biskup Marg prešao Dunav kako bi opljačkao Hunske grobove, u čemu je i uspio, ali je tim činom razbijesnio Hune što je rezultiralo novim sukobima Huna i Rimljana.
Huni su uskoro navalili na Istočno Rimsko Carstvo. Car Teodozije je bio praktički bespomoćan jer su u isto vrijeme Vandali u sjevernoj Africi osvojili rimski grad Kartagu te je istovremeno ratovao i s Perzijancima. Huni su ubrzo osvojili brojne gradove na putu do Carigrada. Kratkim primirjem 441.g. nakratko su zaustavljeni. Međutim već 443.g. sukobi su se nastavili kada su Rimljani Hunima odbili plaćati danak. Huni su pod vodstvom Atile, kojega su kršćani nazivali Bič božji, došli do Carigrada i pokorili carsku vojsku, ali nisu uspjeli osvojiti prijestolnicu Istočnog Rimskog Carstva, jer nisu imali dovoljno dobre opsadne sprave koje bi im omogućile osvajanje golemih Carigradskih zidina. Atilina se barbarska vojska ubrzo povlači u unutrašnjost svog carstva, a Bleda uskoro umire, ostavivši Atilu jedinim vladarom Huna. Ova hunska pobjeda nad Rimljanima bila je tek početak njihove prave moći. 
Postavši prvim vladarom Huna koji je imao definitivno svu moć, Atila je nastavio pljačkati i paliti sve na svom putu. Preživio je i opis njegove invazije koji govori da je hunska nacija postala toliko snažna, da je više od sto gradova osvojeno, a sam Carigrad je bio pod velikom opasnošću te je mnogo ljudi pobjeglo iz grada, a mnogi su ubijeni, tako da se mrtvi više nisu mogli brojiti.
U Carigradu su Rimljani hunskom vojskovođi Ediku obećali veliko bogatstvo i slavu, ako sudjeluje u uroti protiv Atile, ali je ovaj, stigavši do hunskog kralja, izdao Rimljane za pokušaj Atilina ubojstva. Rimljani su se vratili u Carigrad, ne sluteći da su izdani. Saznavši da je urota otkrivena, a jedan od urotnika Bigal, zarobljen, car Teodozije je odlučio sklopiti primirje. Zanimljivo je da je Atili i Hunima plaćanje danka bilo draže od rata, a razlog je vjerojatno taj da je Hunima danak, a ne osvojen teritorij, bio najveći simbol nadmoći.
Iako su Huni dotada bili većinom u dobrim odnosima sa Zapadnim Rimskim Carstvom dok su ratovali s Istočnim, to se uskoro promijenilo. Dobri odnosi su većinom bili prisutni zbog Flavija Aecija, vojskovođe Zapadnog Rimskog Carstva s kojim su Huni bili prijatelji još od Atilinog ujaka Rue. Mnogi povjesničari tvrde da je jedan od razloga zaoštravanja odnosa između dvaju carstava taj što je Vandalski kralj Gaizerik Atili ponudio pomoć u borbi protiv Vizigota u Galiji te je to dovelo i do sukoba s Rimljanima u Zapadnom Rimskom Carstvu i Atile. Ali postoji i drugi motiv; Honoria, problematična sestra zapadnorimskog cara Valentinijana III., poslala je pismo Atili u kojem ga je zamolila da joj pomogne izbjeći brak s rimskim senatorom Herkulanom na koji je možda bila prisiljena.
Honorija možda nije htjela time zaprositi Atilu, Atila je pismo protumačio kao molbu za ženidbu, na što je pristao te zatražio pola Zapadnog Rimskog Carstva kao miraz. Kada je car Valentinijan otkrio Atilin plan, odbio je predati svoju sestru Honoriju i dio svoga carstva. Carev je postupak hunski kralj iskoristio kao izgovor kako bi napao Galiju. Istovremeno je istočnorimski car Teodozije umro, a novi car Marcijan koji ga je naslijedio, odbio je plaćati danak Hunima.
Budući da nije mogao istovremeno napadati istok i zapad, Atila je krenuo na zapad prema Galiji, paleći i rušeći brojne gradove. Uvidjevši s kakvom je opasnošću Zapadno Rimsko Carstvo suočeno, rimski je vojskovođa Flavije Aecije bio prisiljen sklopiti savez s Vizigotima, narodom koji je najviše mrzio.
Dana 7. travnja Huni su osvojili i spalili grad Metz te nakon toga krenuli prema Orleansu, gdje su na putu prema gradu bili iznenada zaustavljeni, kada je Atila ugledao da se na obzorju pojavila sjedinjena vojska Vizigota i Rimljana te je bio prisiljen krenuti prema Katalaunskim poljanama, gdje će se 20. Lipnja 451. g. dogoditi jedna od najodlučnijih i najvažnijih bitki u povijesti.
Ova se bitka često prikazuje kao sukob Huna s Rimljanima, ali su u stvarnosti obje strane bile vrlo multinacionalne. U skladu s hunskim običajima, Atila je naredio da se pregledaju organi žrtvovane životinje rano ujutro prije bitke. Prorečeno je da će Hune zadesiti katastrofa, a jedan od suparničkih vođa bit će ubijen. To se i dogodilo, jer su idućeg jutra Vizigoti otkrili da je njihov vođa Teodorik poginuo.
Iako je imao prednost Flavije Aecije je odlučio da Hune ne uništi u potpunosti, jer ako bi to učinio, bojao se da bi Vizigoti mogli prekinuti njihov sporazum te postati još veća prijetnja. Tako je nagovorio Vizigote da se povuku i time omogućio Hunima i Atili da pobjegnu s bojnog polja. Ishod ove bitke je u ustvari bio neodlučan, jer su obje strane pretrpjele velike gubitke, ali se uglavnom smatra pobjedom Rimljana i njihovih saveznika jer se uvidjelo da Atila nije nepobjediv te je njegov juriš i osvajački pohod na Galiju zaustavljen.
Atila se povukao, ali je uskoro poveo svoje vojnike u osvajanje Italije. 452.g. zauzeo je i opljačkao brojne gradove, pod izgovorom da je došao po Honoriju. Akvileju je uništio i šrušio do temelja, a legenda govori kako je otišao toliko daleko, da je čak sagradio utvrdu na vrhu brda, kako bi gledao kako grad gori te je na taj način utemeljio grad Udine.

 
Car Valentinijan je pobjegao iz Ravenne u Rim, a njegov je vojskovođa Flavije Aecije ostao na licu mijesta, ali nije imao dovoljno snažnu vojsku da započne bitku. Rimljani su bili zatečeni iznenadnom hunskom invazijom pa su brzo pokušali sklopiti mir poslavši izaslanstvo sa svojim najboljim diplomatima koji su uključivali Papu Leona I. i prefekta Trigencija.
 Iako nije sigurno kako su se pregovori odvijali, sigurno je to da su se nakon njih Huni povukli iz Italije, najvjerojatnije zbog epidemije koja ih je poharala.
Nakon što su se vratili u nizine Mađarske, koje su bile sjedište hunskog carstva, Atila je pripremao napad na Carigrad, ali taj pohod i daljnji razvoj svojega carstva je prekinut njegovom smrću. Tradicionalan opis njegove smrti je napisao antički povjesničar Prisko, koji govori da je veliki hunski vođa umro od izljeva krvi u mozak tijekom njegove prve bračne noći s mladom Ildiko, koja je najvjerojatnije bila germanskog podrijetla. Alternativna priča o njegovoj smrti je nešto drukčija, a govori kako je Atilu ubila njegova žena, vjerojatno na poticaj Istočnorimskog cara Marcijana. Pravu istinu vjerojatno nikada nećemo znati, ali ono što je sigurno jest da su hunski vojnici, nakon što su otkrili mrtvo tijelo svojeg vođe, počeli rezati svoju kosu te probadati i ranjavati svoje lice i tijelo mačevima.
Smrt najvećeg od svih ratnika nije bila oplakivana plačem žena, već krvlju ratnika. Legenda govori da je pokopan u trostrukom sarkofagu od zlata, srebra i željeza ispod riječnog korita, a oni koji su ga pokopali i znali gdje se grob nalazi bili su ubijeni kako bi točna lokacija ostala tajnom.
Krvoločnog je Atilu naslijedio njegov stariji sin Ellak koji nije bio niti približno sposoban da održi prije osvojena područja i golemo carstvo na okupu. Drugi su Atilini sinovi iskoristili situaciju i započeli borbu oko podijele Atilina naslijeđa. Usred svega toga, Huni su oslabili te su ih naposljetku porazili Gepidi pod vodstvom Ardarika u bitci kod dugo neidentificirane rijeke Nedao 454 g. gdje je Atilin sin Ellak poginuo. Arheologija je utvrdila lokaciju bitke tek 2007. Smrću Atilina sina Dengizika, posljednjeg hunskog kralja, Huni se povlače prema Aziji, gdje nestaju u vjetrovima, isto tako kao što su se i pojavili.
Mnogi su narodi kasnije tvrdili da potječu od Huna, te da su njihovi etnički i kulturni nasljednici. Mađari i Bugari su često smatrali sebe Atilinim nasljednicima. To je i moguće, jer su se Huni nakon raspada njihovog carstva najvjerojatnije izmiješali s drugim narodima.

## Društvo i način života
Arheologija nam danas malo pomaže u otkrivanju Huna, ali potvrđuje činjenicu da su cijenili lijep nakit koji su pokapali sa svojim mrtvima, jer su arheolozi otkrili bogate grobne priloge, što se rijetko pronalazi među barbarskim grobovima.

Prema Rimljanima Huni su jeli, spavali i živjeli na konjima te bi zadobivali vrtoglavicu kada bi stali na zemlju. To je vjerojatno i uveličano, ali sigurno dokazuje kako je Hunima, za razliku od Europljana u to vrijeme, konj bio neizmjerno bitan u njihovu životu. U stepskim područjima u kojima su živjeli konj je bio neizmjerno bitno prijevozno sredstvo. Također su im konji bili vrlo važni u lovu, bogatstvu i preživljavanju te prije svega ratnim osvajanjima. Zbog njihovog nomadskog načina života Huni su bili neprekidno u pokretu, svake noći tražeći novo mjesto na kojem bi zastali. Što god bi im se našlo na putu, bilo da je to bilo naselje ili nešto drugo, oni bi uništili.
Nisu poznavali pismo i nisu gradili gradove od kamenja. Umjesto toga su koristili tkaninu i drvo. Kako bi im ratnici izgledali što zastrašujuće, deformirali su im izgled povezivanjem glave dok su još bili djeca. Generacijsko nasljeđivanje im nije ništa značilo, jer su nove vođe birali prema njihovoj borilačkoj i ratničkoj vještini. Hunima nije uopće bili stalo do toga što su drugi mislili o njima te su se ponosili time što su bili siromašni.
Hranili su se korijenjem divljih biljaka i polusirovim mesom koje bi čuvali ispod svojih sedla. Mogli su koristiti samo grubi lan i kože za odjeću koju su nosili sve dok im se nije raspala a bila je poderana. Takva pohabana odjeća im je činila izgled još strašnijim. 
Budući da su njihovi vladari imali veliki interes za pljačkanjem, uništavanjem, osvajanjem i zlatom, možemo zaključiti da su moć i blagostanje bili usko povezani. Upravo su visoki dužnosnici i činovnici bili oni koji su nakon uspješnog ratnog pohoda pridobili najviše ratnoga plijena koji je bio bitan za osiguravanje visokih društvenih položaja. Carstvom je upravljala skupina činovnika koje je odabrao vladar ili je služba bila naslijeđena. Oni su služili poput administratora ili zapovjednika koji je imao vlast nad malom vojskom. Budući da su talentirani i sposobni činovnici bili rijetki, nije bila rijetkost da su kraljevi pokorenih zemalja često zapošljavani u toj službi. Većim dijelom su ti podređeni kraljevi bili vrlo odani hunskom kralju.
Poput drugih stepskih naroda, daleko najveći je dio hunske vojske činilo konjaništvo, a hunski su se ratnici oslanjali na pokretljivost, spretnost i brzinu njihovih konja te prodornu snagu njihovih lukova i strijela. Bili su prirodni ratnici koji su jahali konja i gađali strijelama cijelog svog života. Na bojnom polju bi se oslanjali na brzi juriš kojeg je slijedila kiša strijela ispaljenih iz njihovih lukova. Na takve brze taktike Europljani nisu bili navikli, pa nisu imali prednost. Velikaši su uglavnom nosili tjelesni oklop za razliku od običnih ljudi koji uglavnom nisu imali ništa slično, ali su svi imali štitove. Uz lukove i strijele Huni su koristili mačeve, koplja i druga rijetka oružja kao što je laso. Često bi krenuli konjima u suprotnome smjeru od neprijatelja, a tijelima bi se okrenuli te počeli ispaljivati strijele. Vojska se sastojala od otprilike 30 000 vojnika. Nije bila rijetkost da su u nju, uz Hune koji su bili na čelu, bili i drugi barbarski narodi. 

Hunima su vladali kraljevi koje je vrlo teško upisati u kraljevsku listu jer o Hunima znamo malo te nemamo mnogo informacija. Huni su prije Atile bili konfederacija te nisu imali jednog definitivnog vladara. Vjerojatno je Atila bio jedini vladar koji je uspostavio potpunu i cijelovitu kontrolu i upravu nad Hunima.

Lista hunskih kraljeva izgleda ovako:
- Kama Tarkhan   (?)
- Vund   (o. 370.)
- Balamber   (o. 375.)
- Alyphi   (o. 370. – o. 390.)
- Uldin   (o. 390. – o. 411.)
- Donat   (?  – 412.)
- Karton   (o. 411.)
- Oktar   (?)
- Rugila   (o. 432.)
- Bleda   (o. 437. – o. 444.)
- Atila   (o. 437. – 453.)
- Ellak   (453. – o. 455. )
- Tuldila   (o. 457.)
- Dengizik   (o. 460. – 463.)

## Jezik
Jezik kojim su se ovi strašni ratnici služili, već odavno je nestao. Zapisa toga jezika ima iznimno malo, a njegov je odnos s drugim jezicima predmet rasprave. Mnogi drže da je on bio altajski jezik, koji je u srodstvu s današnjim Kuvaškim jezikom. Neki smatraju da su Huni govorili i tzv. r i l tip Turskog jezika.

## Religija i pogrebni običaji
Njihova vjerovanja su donekle misteriozna. Rimski je povjesničar Amijan Marcelin iz 4. st. tvrdio da Huni nisu bili vezani nikakvim štovanjem religije ili praznovjerja, ali njegovim se izjavama suprotstavljaju brojni drugi izvori toga vremena. Oni čak nude neke dokaze o vjerovanjima Huna.
Jedini sistematski opis je napisan u armenijskim kronikama Mojsija Daskhuranki iz druge polovice 7. st. koji govori kako su Huni koristili konje kao spaljene žrtve pri štovanju boga kojeg Mojsije naziva nekim "gigantskim brutalnim čudovištem". Također su prinosili žrtve vatri i vodi te određenim bogovima puteva i mjesecu te svim stvorenjima koje su oni smatrali neobičnim i jedinstvenim. Mojsije je veliku pozornost posvetio hunskim pogrebnim običajima koji su bili vrlo neuobičajeni. Udarali su u bubnjeve, zviždali preko trupla, rezali dijelove svojih tijela te se goli borili mačevima. Prije nego što bi pokopali tijelo, ako je pokojnik bio osoba visokog položaja, naricatelji bi jahali oko mrtvačkih nosila, galopirajući. Tijelo bi se stavilo u lijes i pogrebni banket bi prethodio ukopu. Bio je običaj da uzvanici stave dragocjenosti u grobnice. Atila je pokopan tijekom noći, u tajnosti, a oni koji su ga pokopali su ubijeni. Neki smatraju da je to učinjeno kako bi lokacija grobnice ostala tajna. Naime, moguće je da se izvršilo ljudsko žrtvovanje. 
Potvrđena je i prisutnost haruspeksa (haruspex) koji su gatali iz utroba životinja. U većini aspekta, čini se da je hunska religija bila šamanska i totemska iako nema pisanih izvora koji to izravno potvrđuju.

## Naslijeđe
Huni su nekada bili narod kojeg su se bojali i plašili svi njihovi neprijatelji. Često se broj ratnika u njihovoj vojsci uvećavao kako bi se ukazalo na njihovu surovost i okrutnost.
Nakon Atiline smrti njegovi su sinovi željeli prigrabiti što više moći i slave svaki za sebe samog. Nisu imali tehnike i sposobnosti da vladaju i održe svoje golemo carstvo, koje se protezalo od Kavkaza do Rajne i bilo tada najveće i najsnažnije u Europi, na okupu. Nisu bili zadovoljni zajedničkom vladavinom te je to pridonijelo podjelom carstva na dva dijela kojima su vladala dva Atilina sina. To je doprinijelo i skoroj propasti carstva. Praktički Atilu, njegovo carstvo nije moglo nadživjeti, a to je za Hune značilo njihovo povlačenje i nestanak iz povijesti. 
U Zapadnoj Europi Huni nisu postigli ništa više od premještanja barbarske moći. Gote su potjerali zapadno i pomogli u stvaranju grada Venecije, koju su osnovali izbjeglice iz gradova poput Akvileje koje su Huni razorili tijekom njihova pljačkanja po Sjevernoj Italiji. Zbog toga su zapamćeni kao najstrašniji od svih barbarskih grupa koje su doprinijele padu Rima te su opisani kao okrutni i barbarski. 
Sasvim su suprotni trag ostavili u Istočnoj Europi, gdje su u državama poput Mađarske i Bugarske Huni i Atila postali heroji i simboli hrabrosti i moći. Mađarska dinastija Arpadovića i bugarski carevi čak su tvrdili da su njihovi izravni potomci.
Bili Atila i njegov narod beskrupulozni barbari ili narod hrabrosti i snage, Huni će uvijek ostati zapamćeni po svojoj okrutnosti i hrabrosti svojih vojnika. Iako su nestali, njihov je utjecaj i danas vidljiv diljem Europe.

## Vanjske poveznice
- The Huns
- Huns  Arhivirana inačica izvorne stranice od 13. veljače 2006. (Wayback Machine)
- The Huns  Arhivirana inačica izvorne stranice od 30. ožujka 2018. (Wayback Machine)
- The Hun Military  Arhivirana inačica izvorne stranice od 6. prosinca 2007. (Wayback Machine)
- Hun Religion